# Wilhelm Altvater
Wilhelm Altvater (12 de agosto de 1920 – 4 de fevereiro de 2001) foi um político alemão do Partido Social Democrata (SPD) e ex-membro do Bundestag alemão.

## Vida
Altvater foi membro do SPD a partir de 1946. Ele foi membro do Bundestag alemão começando em 22 de setembro de 1960, quando sucedeu a Hugo Rasch do SPD para a Renânia do Norte-Vestfália, até 1961.

## Literatura
Herbst, Ludolf; Jahn, Bruno (2002).  Vierhaus, ed. Biographisches Handbuch der Mitglieder des Deutschen Bundestages. 1949–2002 (em alemão). München: De Gruyter - De Gruyter Saur. 1715 páginas. ISBN 978-3-11-184511-1